# I-8 (Bulgarije)
De I-8 is een nationale weg van de eerste klasse in Bulgarije. De weg loopt van Servië via Sofia en Plovdiv naar Turkije. De I-8 is 382 kilometer lang.